# JR南新宿ビル
JR南新宿ビル（ジェイアールみなみしんじゅくビル）は、東京都渋谷区代々木二丁目にある超高層ビル。

## 概要
JR南新宿ビルはJR東京総合病院と新宿マインズタワーの間の複合ビル。都道上のブリッジ及びビルに歩行者用のデッキにより、新宿サザンテラスのウエストデッキ経由で東日本旅客鉄道（JR東日本）新宿駅と直結。4階にはリフレッシュコーナーと屋上庭園を配し、オフィスワーカーの癒しの場を提供している。

## 主なテナント
- ジェイアール東日本建築設計事務所（9・13・14階）
- ジェクサー・フィットネス&スパ 新宿（1・2・3階）
- ソニー生命保険新宿LPC第1～10支社、新宿LPC中央第1、2支社（15・16・17・18階）
- ホールセールスターズ、あさひ調剤（10・11階）
- TDY東京コラボレーションショールーム（7・8階）
- キッズハーモニー・新宿（地下１階）

など

## アクセス方法
- 東日本旅客鉄道（JR東日本）新宿駅 - 徒歩4分（デッキで直結）・代々木駅 - 徒歩4分
- 京王線 新宿駅　徒歩4分
- 都営地下鉄大江戸線 新宿駅 徒歩1分
- 小田急小田原線 南新宿駅 徒歩3分

## 近隣施設
- 北 - 新宿マインズタワー
- 東 - 小田急サザンタワー
- 南 - JR東京総合病院
- 西 - ニューステートメナー